# Государственные символы Испании
Государственные символы Испании — установленные конституционным законом отличительные знаки государства — Испании.
К государственным символам относятся:
- Государственный флаг Испании
- Государственный герб Испании
- Государственный гимн Испании

## Флаг

Государственный флаг Испании

Современный флаг Испании существует с 1785 года. Тогда король Карлос III Бурбон повелел испанским военным кораблям использовать знаки, позволяющие отличать их от кораблей других государств, т.к. белый морской штандарт Испании, с изображенным гербом дома Бурбонов, легко спутать со штандартами судов других стран. С тех пор красный и жёлтый цвета традиционно ассоциируются с Испанией. Как государственные они были приняты только в 1927 году.
Флаг состоит из двух равновеликих горизонтальных красных полос, верхней и нижней, между которыми расположена жёлтая горизонтальная полоса, ширина которой в два раза больше каждой красной полосы. На жёлтой полосе на расстоянии 1/3 от древкового края полотнища расположено изображение герба Испании.
Был официально введён 19 декабря 1981 года.

Государственный герб Испании

## Герб
Современная действующая версия герба утверждена законом 33/1981 от 5 октября 1981 года. 

Гербовый щит составляют гербы пяти королевств и герб династии Бурбон-Анжу: королевства Кастилия - первая четверть, королевства Леон - вторая четверть, королевства Арагон - третья четверть, королевства Наварра - четвёртая четверть, королевства Гранада - в оконечности, династии Бурбон-Анжу - в сердце щита. Щит обрамляют геркулесовы столбы с закреплённой  надписью Plus ultra ( «лат. Дальше предела» или «За пределы» (до открытия Америки Колумбом девизом было изречение «Nec Plus Ultra» — «лат. Дальше некуда», потому что Геркулесовы столбы считались концом света) — в качестве щитодержателей. Столбы увенчаны императорской короной Священной Римской империи и королевской короной Испании соответственно, представляя историю страны как империи и королевства. Королевская корона, символизирует национальный суверенитет и венчает гербовый щит.

## Гимн
В 1770 году король Карл III (Carlos III) утвердил «La Marcha Granadera» как официальный гимн, который стал исполняться во время всех официальных церемоний. Поскольку он постоянно исполнялся во время мероприятий, где присутствовали члены королевской фамилии, испанцы стали считать его своим национальным гимном и прозвали его «Королевским маршем». После прихода к власти короля Хуана Карлоса I и принятия в 1978 году Конституции, маэстро Франсиско Грау было поручено создать новую аранжировку гимна. В октябре 1997 года «La Marcha Real» был утверждён национальным гимном страны. Ныне используется версия 2008 года, автором которой является Паулино Куберо.